# Arco faringeo

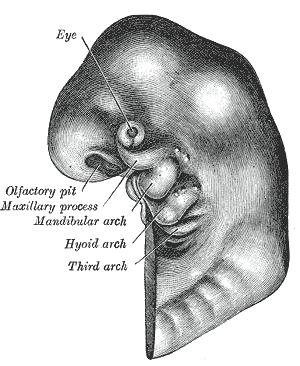
Riproduzione di embrione umano, sono visibili i primi tre archi faringei

Gli archi faringei sono gli archi branchiali degli esseri umani, che compaiono alla quarta settimana di sviluppo dell'embrione. Ogni arco è costituito da una struttura di tessuto mesenchimale rivestita internamente da un epitelio di provenienza endodermica ed esternamente dall'ectoderma; lo strato mesenchimale interno è inoltre ricco di cellule della cresta neurale, che andranno a costituire il massiccio facciale.
Ciascun arco dà origine ad un definito numero di elementi.

## Primo arco
Il primo arco faringeo è situato tra lo stomodeo e la prima tasca faringea; darà origine alle ossa dei due terzi inferiori della faccia.
Nel primo arco faringeo possono essere individuati due differenti processi: mascellare e mandibolare, rispettivamente in posizione dorsale e ventrale, disposti lateralmente e inferiormente allo stomodeo.
Dal processo mascellare derivano le strutture costituenti della mascella e del palato: origineranno l'osso mascellare e premascellare, l'osso zigomatico e parte di quello temporale.
All'interno del processo mandibolare vi è la cartilagine di Meckel, che scomparirà con lo sviluppo, salvo due porzioni che andranno a costituire l'incudine e il martello. Per ossificazione del tessuto mesenchimale di tale processo si costituirà l'osso mandibolare.
Dal mesoderma del primo arco originano anche tessuti muscolari che costituiranno i muscoli masticatori (massetere, temporale, pterigoideo esterno ed interno), il muscolo miloioideo, il ventre anteriore del muscolo digastrico, il muscolo tensore del timpano ed il muscolo tensore del velo palatino. Tali muscoli saranno innervati dal nervo trigemino.
Dall'ectoderma e dall'endoderma del primo arco derivano infine la mucosa e le ghiandole dei primi due terzi della lingua.

## Secondo arco
Il secondo arco faringeo, chiamato anche arco ioideo e costituito dalla cartilagine di Reichert, andrà a costituire gli elementi del primo tratto del collo.
Le parti scheletriche comprendono il processo stiloideo dell'osso temporale e la staffa, oltre al corpo ed alle piccole corna dell'osso ioide.
I muscoli che andranno a formarsi sono il muscolo stiloioideo, il muscolo stapedio, il muscolo digastrico (ventre posteriore), i muscoli auricolari anteriore e posteriore ed i muscoli mimici.
L'innervazione è data dal nervo faciale.

## Terzo arco
Il terzo arco faringeo darà origine al timo, alle grandi corna dell'osso ioide e alla parte inferiore del corpo. Il solo muscolo che origina dal terzo arco è il muscolo stilofaringeo.
L'innervazione è fornita dal nervo glossofaringeo.

## Quarto arco
Il quarto arco faringeo andrà a costituire strutture anatomiche in collaborazione con il quinto arco.
Il sostegno mesenchimale del quarto arco andrà direttamente a costituire la parte superiore della cartilagine tiroidea e l'epiglottide.
La parte muscolare che origina dal quarto arco comprende il muscolo cricotiroideo, il muscolo elevatore del velo palatino ed i muscoli costrittori della faringe.
L'innervazione è fornita dal ramo laringeo superiore del nervo vago e dal nervo glossofaringeo (per il muscolo costrittore della faringe)

## Quinto e sesto arco
Non è presente un quinto arco poiché si oblitera nello sviluppo embrionale.
Il sesto arco formerà la porzione inferiore della cartilagine tiroidea, la cartilagine cricoidea, le cartilagini aritenoidi, cuneiformi e corniculate.
Dal sesto arco originano inoltre i muscoli intrinseci della laringe (cricoaritenoideo superiore e laterale, aritenoideo e tiroaritenoideo).
L'innervazione è fornita dal ramo laringeo ricorrente del nervo vago.